# 87.ª Brigada Mixta (Ejército Popular de la República)
La 87.ª Brigada Mixta fue una unidad del Ejército Popular de la República creada durante la Guerra Civil Española. La brigada, que fue organizada con batallones del Cuerpo de Carabineros, tuvo una actividad destacada durante la contienda.

## Historial
La brigada fue creada en marzo de 1937, en la localidad de Lorca, a partir de fuerzas de Carabineros. En los primeros tiempos, durante el período de instrucción, la unidad estuvo bajo la dirección del coronel Carlos Amores Cantos. Posteriormente el mando fue asumido por el  mayor de milicias Andrés Nieto Carmona.
Al comienzo de la Batalla de Teruel la unidad fue asignada a la 40.ª División. El mayor de milicias Andrés Nieto pasó a mandar la 40.ª División, siendo sustituido por Alfredo Ramos en el mando de la brigada. Al comienzo de la batalla la unidad atravesó el Puerto del Escandón y continuó su avance por la carretera Teruel-Sagunto; tras haber ocupado el Vértice Castellar y Castralvo, llegó a las afueras de Teruel. El 21 de diciembre la 87.ª BM atacó el casco urbano por el flanco derecho, llegando al día siguiente a la plaza del Torico y ocupando varias posiciones enemigas como cuartel de la Guardia Civil y la Catedral. Continuó su avance, sitiando el reducto enemigo del Seminario.
El 24 de enero de 1938 lanzó un ataque contra las posiciones enemigas en «El Muletón», pero la tentativa terminó en un fracaso.
Durante la Campaña del Levante la brigada tuvo una actuación destacada, llegando a ser condecorada con Medalla al Valor colectiva. La unidad hubo de hacer frente a numerosas embestidas enemigas, debiendo retirarse a las posiciones defensivas de la línea XYZ. La 87.ª BM continuaba en el Frente de Levante cuando acabó la guerra.

## Mandos
Comandantes
- Coronel de infantería Carlos Amores Cantos;
- Mayor de milicias Andrés Nieto Carmona;
- Mayor de milicias Alfredo Ramos Gómez;